# Пустыня Сахара (экорегион)
Пустыня Сахара — экологический регион, включающий самую засушливую часть пустыни Сахара. Северная и южная оконечности пустыни, получающие большее количество осадков, а также отдельные горные массивы (Ахаггар, Тассилин-Адджер, Тибести) относятся к другим экорегионам. Поверхность экорегиона варьируется от песчаных дюн до каменистых плато, вади и солончаков. Статус сохранности экорегиона оценивается как уязвимый, его специальный код — PA1327.

## Климат
Осадки очень редкие, однако могут выпадать в любое время года. Годовое количество осадков менее 25 мм, в восточной части пустыни это число не достигает и 5 мм в год. Нехватка осадков усугубляется их неравномерностью, в некоторых районах в течение многих лет осадки могут не выпадать, а за ними следует одна гроза. Такая особенность появилась относительно недавно, 5000—6000 лет назад влажность в Сахаре была больше.
В Сахаре очень ветренно. Горячие, наполненные пылью ветры вызывают пыльные бури. Из-за них температура может казаться ещё выше.
Среднегодовая температура превышает 30 °C, пустыня Сахара является одним из самых жарких регионов мира. В самые жаркие месяцы температура может подниматься выше 50 °C, а зимой может опускаться ниже нуля. Зафиксировано однократное суточное изменение температуры от −0,5 °C до 37,5 °C.

## Флора и фауна
Флора центральной части пустыни бедна и насчитывает всего 500 видов. Учитывая огромные размеры территории, это очень мало. Имеется одно эндемичное растение. Так где есть достаточно грунтовых вод, хамады покрыты растениями Ononis angustissima.
Насчитывается 70 видов млекопитающих, 20 из которых являются крупными млекопитающими. Есть 90 видов постоянных птиц и около 100 видов рептилий. Имеется один эндемичный вид птиц (каменка-монашка) и строго эндемичный в настоящее время неописанный червь.
Среди антилоп в небольшом количестве обитают песчаная газель, газель-дама и краснолобая газель.

## Состояние экорегиона
Большое количество фауны в экорегионе было истреблено из-за охоты. Небольшая деградация среды обитания наблюдается возле оазисов. Здесь она может быть сильно изменена деятельностью человека.
Большинство людей проживает на окраинах пустыни, во всей пустыне проживает менее 2 млн людей.

## Провинции, полностью или частично расположенные в экорегионе
- Алжир: Адрар, Бени-Аббес, Бордж-Баджи-Мохтар, Джанет, Иллизи, Ин-Геззам, Ин-Салах, Таманрассет, Тимимун, Тиндуф, Уаргла, Эль-Мения;
- Египет: Асуан, Асьют, Бени-Суэйф, Бухейра, Вади-эль-Гедид, Кена, Красное Море, Матрух, Сохаг, Суэц, Эль-Гиза, Эль-Минья, Эль-Файюм;
- Ливия: Вади-эль-Хаят, Вади-эш-Шати, Гат, Марзук, Сабха, Сурт, Эль-Бутнан, Эль-Вахат, Эль-Джуфра, Эль-Куфра;
- Мавритания: Адрар, Тирис-Земмур, Ход-эш-Шарки;
- Мали: Кидаль, Томбукту;
- Нигер: Агадес, Диффа;
- Судан: Красное Море, Нил, Северная провинция, Северный Дарфур;
- Чад: Борку, Восточный Эннеди, Западный Эннеди, Тибести.